# Propensione marginale al consumo
La propensione marginale al consumo è il rapporto tra l'incremento del consumo e l'incremento del reddito che ne è la causa. 
Misura, in altri termini, qual è l'incremento dei consumi per ogni euro di incremento del reddito.
Una propensione pari a 0,8 indica che un incremento di 100 euro del reddito produce un aumento dei consumi pari a 80 euro. 
La PMC, insieme al consumo indipendente dal reddito, entra nella funzione dei consumi di un sistema macroeconomico, la quale a sua volta è una componente della spesa aggregata del sistema macroeconomico stesso.
La propensione marginale al consumo è utile nelle scelte di politica economica, ed è uno strumento per valutare le ricadute delle scelte operate.
La propensione media al consumo è invece il rapporto tra i consumi di un dato periodo e il reddito percepito nello stesso periodo.
Indica quanta parte del reddito è destinata al consumo e serve a calcolare, di conseguenza, quanto è destinato al risparmio (propensione marginale al risparmio).